# Брегалница (улица във Варна)
Вижте пояснителната страница за други значения на Брегалница.
„Брегалница“ е еднопосочна улица във Варна. Заедно с улиците „Битоля“ , „Пирин“ и „Бенковска“ тя е част от прекия маршрут в широкия градски център, свързващ от север на юг четирите булеварда „Васил Левски“, „Цар Освободител“, „Сливница“ и „Владислав Варненчик“. Наречена е на река Брегалница в днешна Северна Македония.
Улицата е основно ремонтирана през 2014 година с финансиране от 850 000 лв., което включва преасфалтиране и изграждане на нови тротоари и бордюри.

## Обекти
Западна страна
- РИОКОЗ – Варна
- Център за спешна медицинска помощ – Варна
- Студентски общежития
- Аджъбадем Сити Клиник МЦ Варна
- II РПУ на МВР
- Супермаркет „Пикадили Център“